# Lonza Arena
Die Lonza Arena ist eine Eissporthalle in der Schweizer Gemeinde Visp im Kanton Wallis. Sie ist die Heimspielstätte des Eishockeyclubs EHC Visp aus der Swiss League und bietet 5'150 Zuschauern Platz, davon 2'000 auf Sitzplätzen. Die Eishalle wird zudem zum Publikums-Eislauf genutzt.

## Geschichte
2012 begannen die Planungen für eine neue Halle, die die Litterna-Halle von 1979 ersetzen sollte. Im August 2016 entschied die Gemeinde Visp den Verkauf des Litterna-Grundstücks. Das Projekt der Frutiger AG wurde im September des Jahres zum Sieger des Gesamtleistungsstudienauftrags erkoren und die vier eingegangenen Projekte wurden für die Bevölkerung öffentlich ausgestellt. Im November 2016 sprach sich die Bevölkerung für den Bau der neuen Mehrzweckarena aus. Gleichzeitig erhielt die neue Eventhalle den Namen Lonza Arena. Im Juli 2017 lief die Einspruchsfrist gegen die Baubewilligung ab. Nach dem Baubeginn im März 2018 und der Grundsteinlegung im Monat darauf wurde die Arena im Sommer 2019 fertiggestellt. Für die Architektur zeichnen die Büros Scheitlin Syfrig Architekten aus Luzern sowie Rollimarchini Architekten aus Bern verantwortlich.
Die Inbetriebnahme fand am Wochenende vom 6. bis 8. September 2019 statt. Am 6. September wurde die Halle mit der Partie gegen die SCL Tigers eingeweiht. Der aus dem Oberwallis stammende NHL-Spieler Nico Hischier machte den ersten Puckeinwurf. Am Ende verloren die neuen Hausherren mit 0:3. Am Tag darauf traf man auf den HC Davos und unterlag mit 0:5.
Am 12. und 13. Dezember 2019 wurde in der Arena ein Vier-Nationenturnier, die Naturenergie Challenge, ausgetragen. Teilnehmer waren Nationalmannschaften der Schweiz, Russland, Norwegen und der Slowakei. Nachdem die Challenge 2020 nicht durchgeführt wurde, findet sie im Dezember 2021 wieder statt.
In der Saison 2021/22 am 28. Oktober 2021 war die Lonza Arena für das Walliser-Derby gegen den HC Siders zum ersten Mal ausverkauft.

## Architektur
Mit einer Gesamtfläche von rund 5’700m2 und einer maximalen Gebäudehöhe von 15 Meter, die in Richtung Süden leicht abfällt, fügt sich das Gebäude trotz ihrer Grösse in die Umgebung ein. Durch die parallele Platzierung zur Strasse sowie das Einrücken der Fassade entstehen adäquate Aussenräume und Vorzonen. Die transparente Gebäudehülle unterstützt die räumliche Grundidee der Verschmelzung von Innen und Aussen.
Der Neubau und sein formgebender Tribünenkörper wurden in Ost-West-Ausrichtung parallel zur Hauptstrasse gesetzt. Während die Eisfläche auf Platzniveau gehalten ist, wurden die Tribünen angehoben. Darunter entsteht ein Umgang, der von der transparenten Gebäudehülle profitiert und sich als lichtdurchfluteter Innen-Aussenraum präsentiert. Der Umgang dient der Erschliessung zu den Tribünen, als Verpflegungsbereich und kann je nach Nutzung Raum für Veranstaltungen bieten. Der Zuschauerbereich im Tribünenkörper teilt sich in vier Sektoren auf; stirnseitig angeordnet befinden sich die Stehplätze, parallel zur Eisfläche die Sitzplätze. Dadurch vermag die Eishalle 5’000 Besucher zu fassen. Durch das Anheben des ersten Rangs um 2,3 Meter wird sämtlichen Plätzen eine optimale Sicht auf das Eisfeld geboten.
Das Rückgrat der Halle bildet der nordseitige mehrgeschossige Infrastrukturkörper. Dieser dient als Zugang für Spieler, Sportler, VIP’s, Personal und zu den Restaurants. Erschlossen über die ostseitige Vorzone, kann hier der getrennte Fanzugang bei Sportanlassen geregelt werden. Das Erdgeschoss bildet mit Kassen, der Sportbar und den Treppen- und Liftanlagen den vertikalen Verteiler des Baukörpers. Die äusseren Betonstehlen fassen die beiden Volumen wieder zu einem Ganzen zusammen. Verglasungen des Infrastrukturkörpers mit den dahinterliegenden Räumen erfahren durch die vorgelagerte Perforation ein Spiel von Innen und Aussen.
Das Bauwerk wurde im Sommer 2020 durch die Präsentation im Buch «best architects 21» ausgezeichnet.

## Galerie
Einige Bilder aus der Lonza Arena vom Tag der offenen Tür am 7. September 2019.

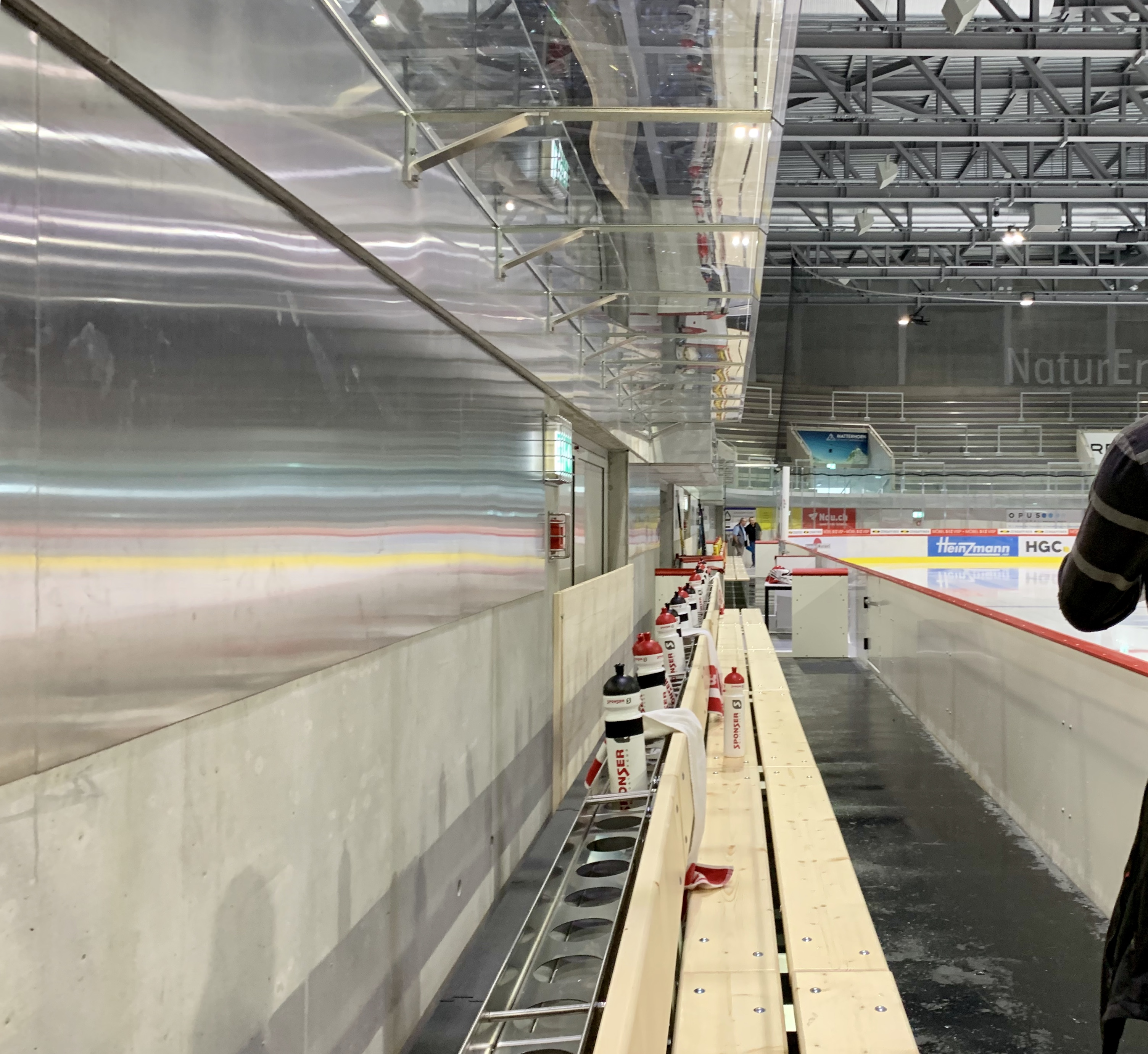
Spielerbank in der Lonza Arena
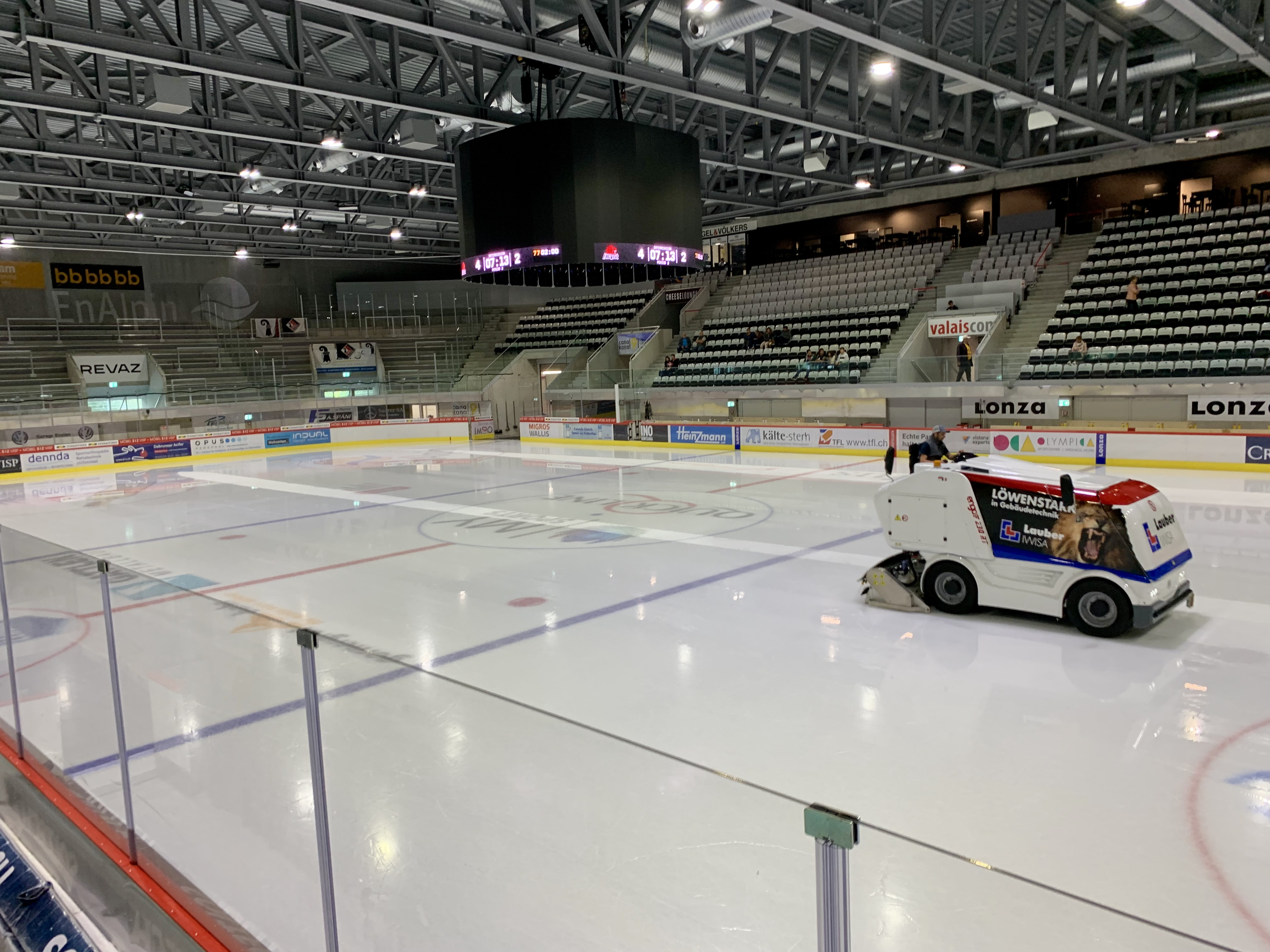
Blick aufs Eisfeld von den Sitzplätzen aus
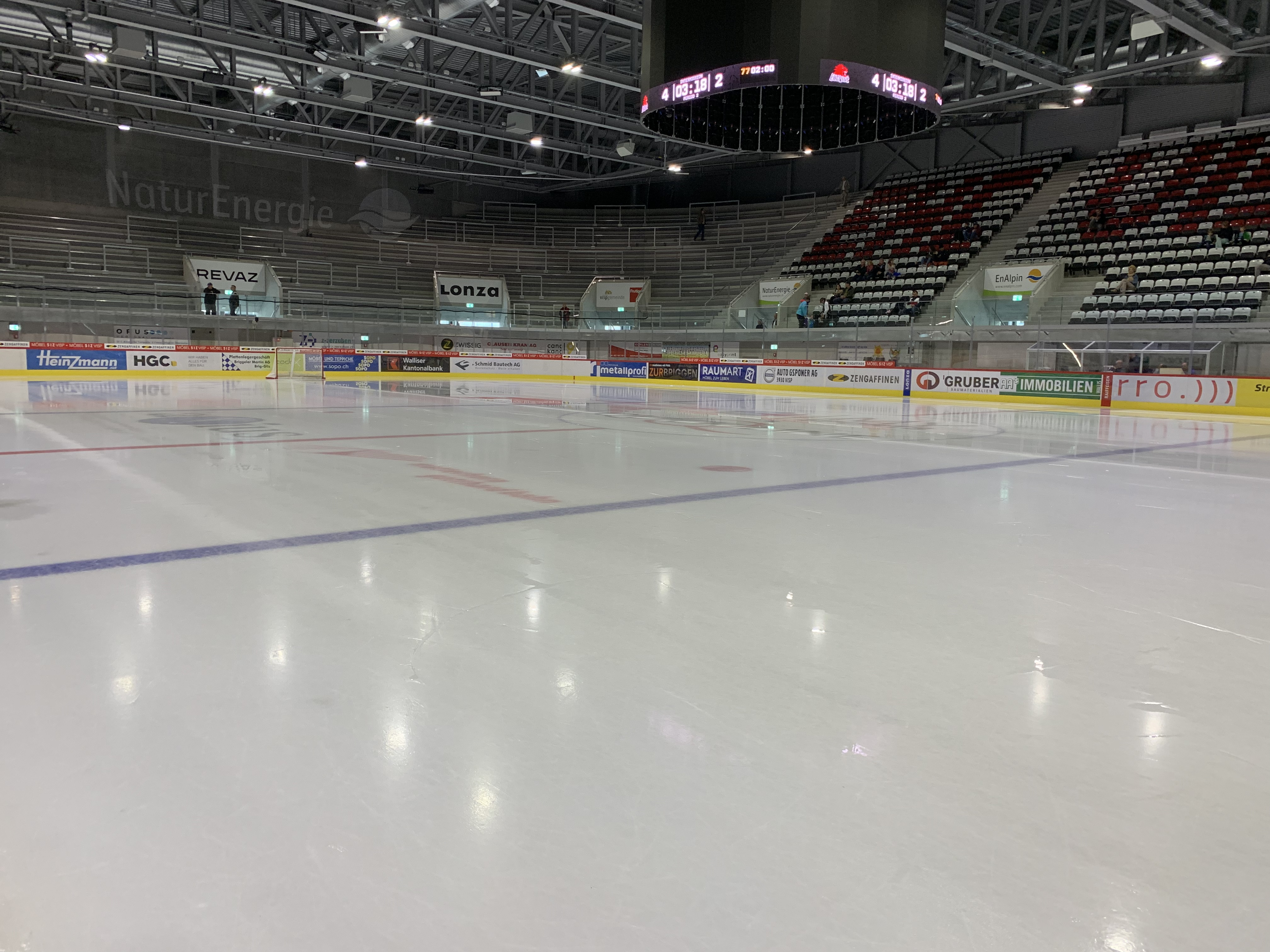
Blick von der Spielerbank
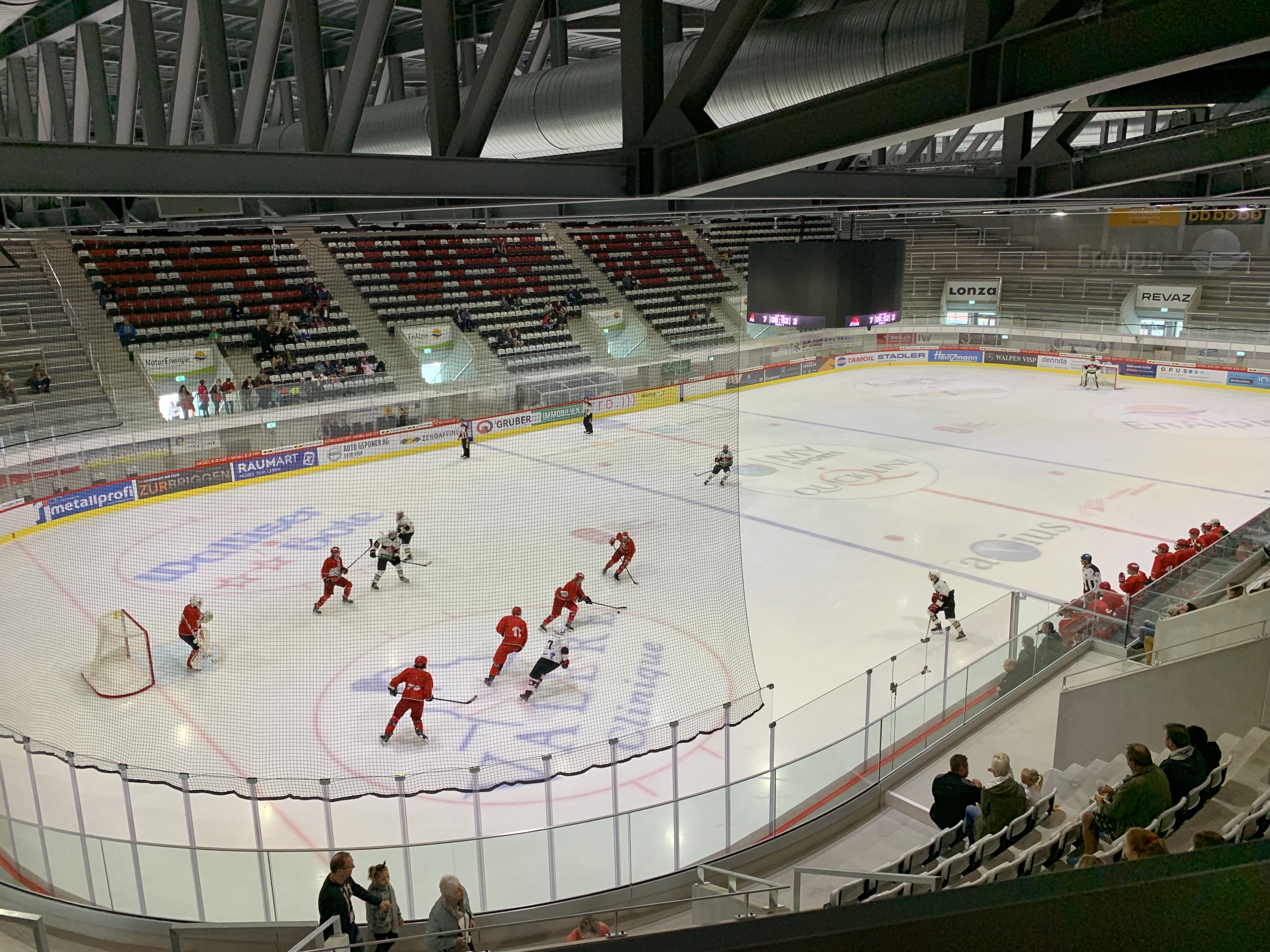
Ausblick von der VIP-Lounge
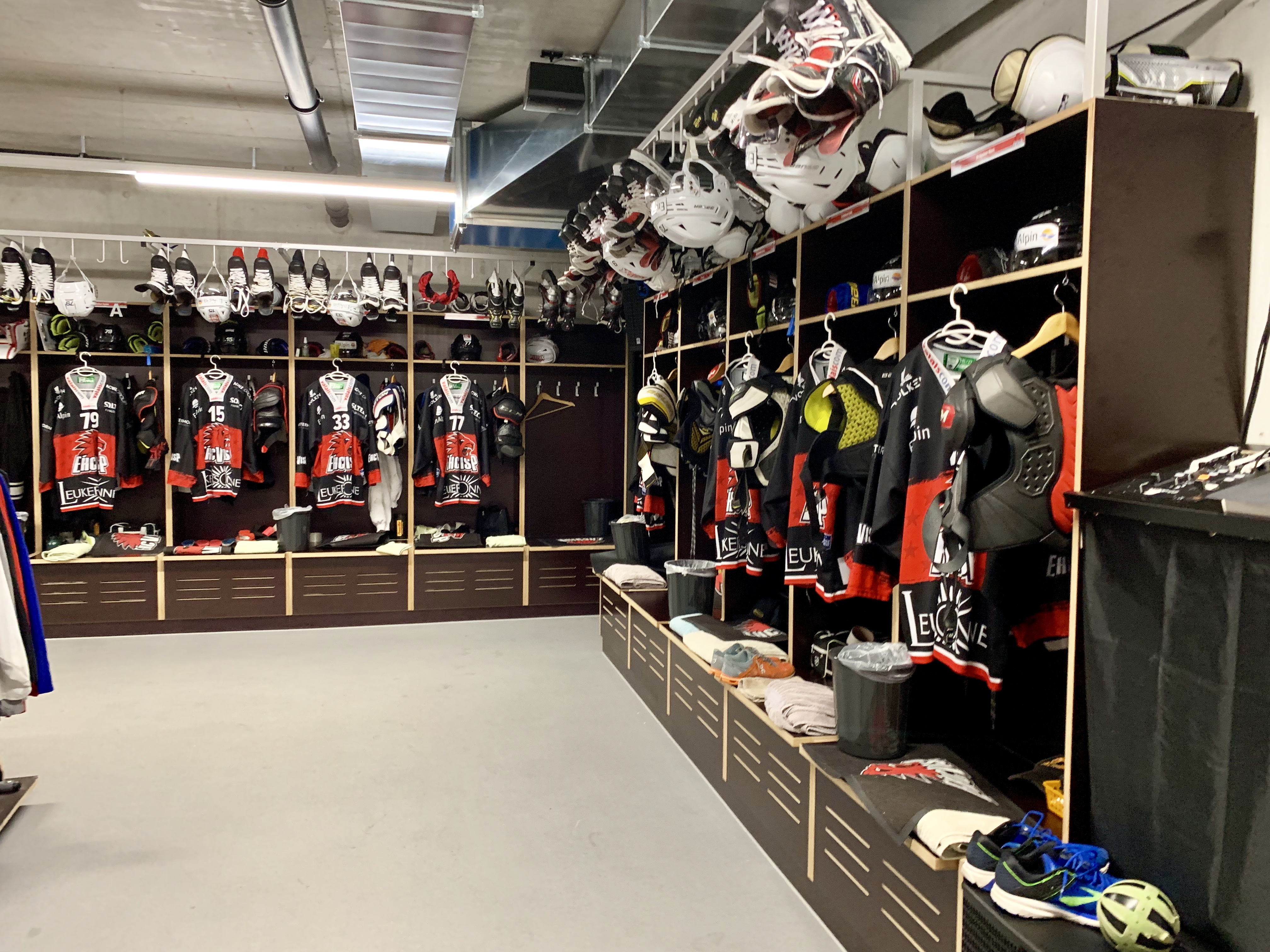
Garderobe der Lonza Arena
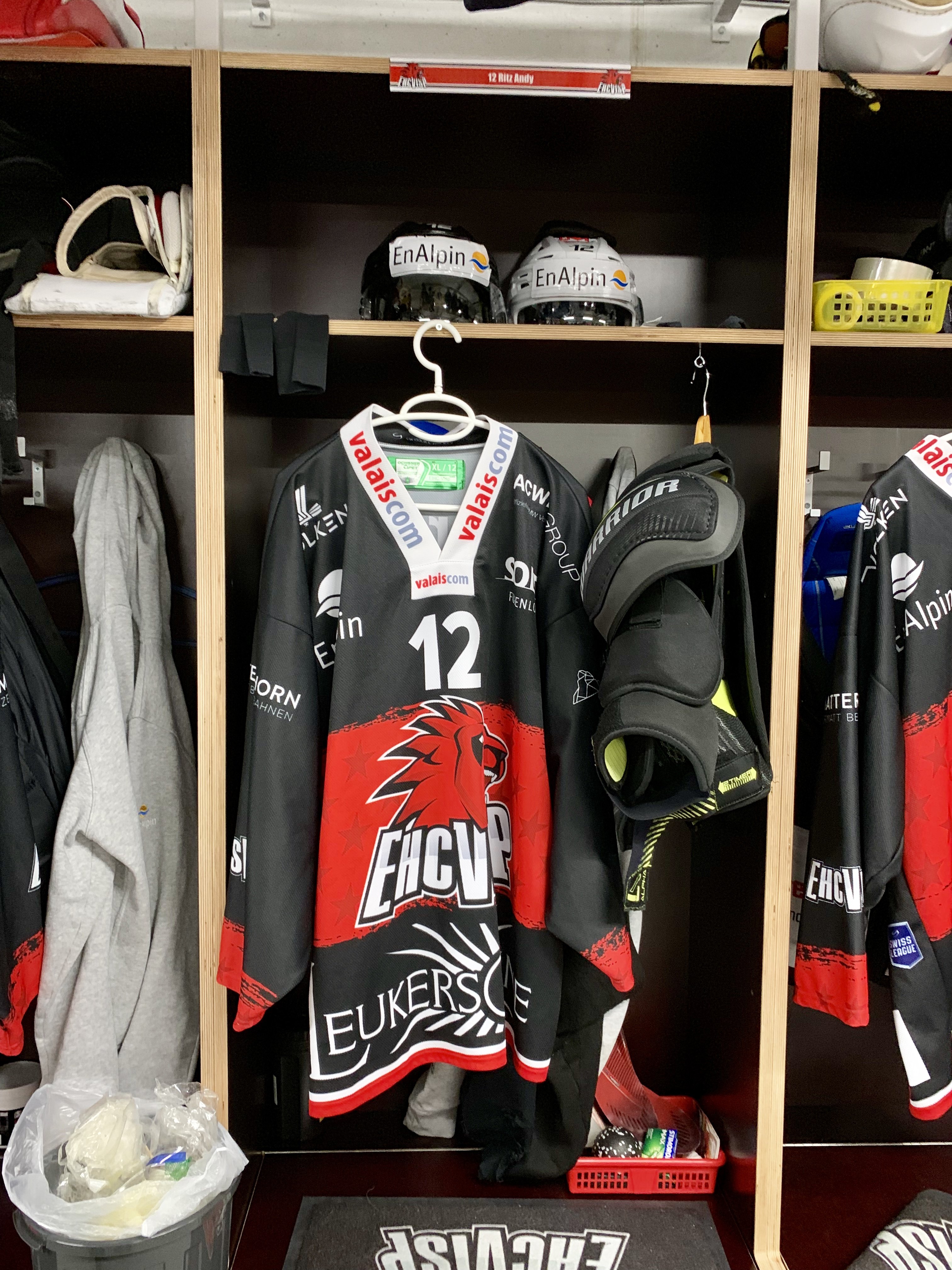
Garderobe des Spielers Andy Ritz
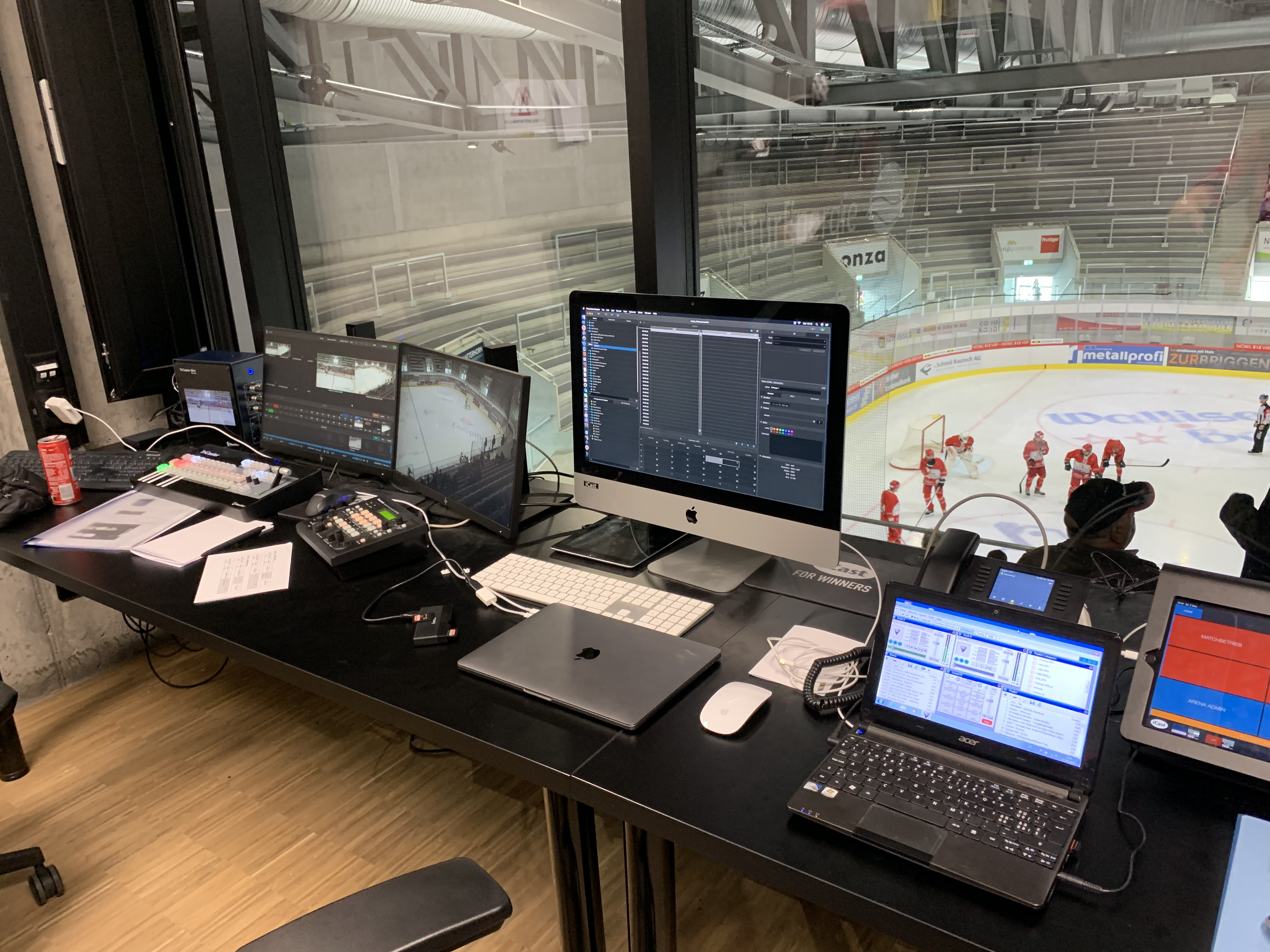
Regieraum der Lonza Arena
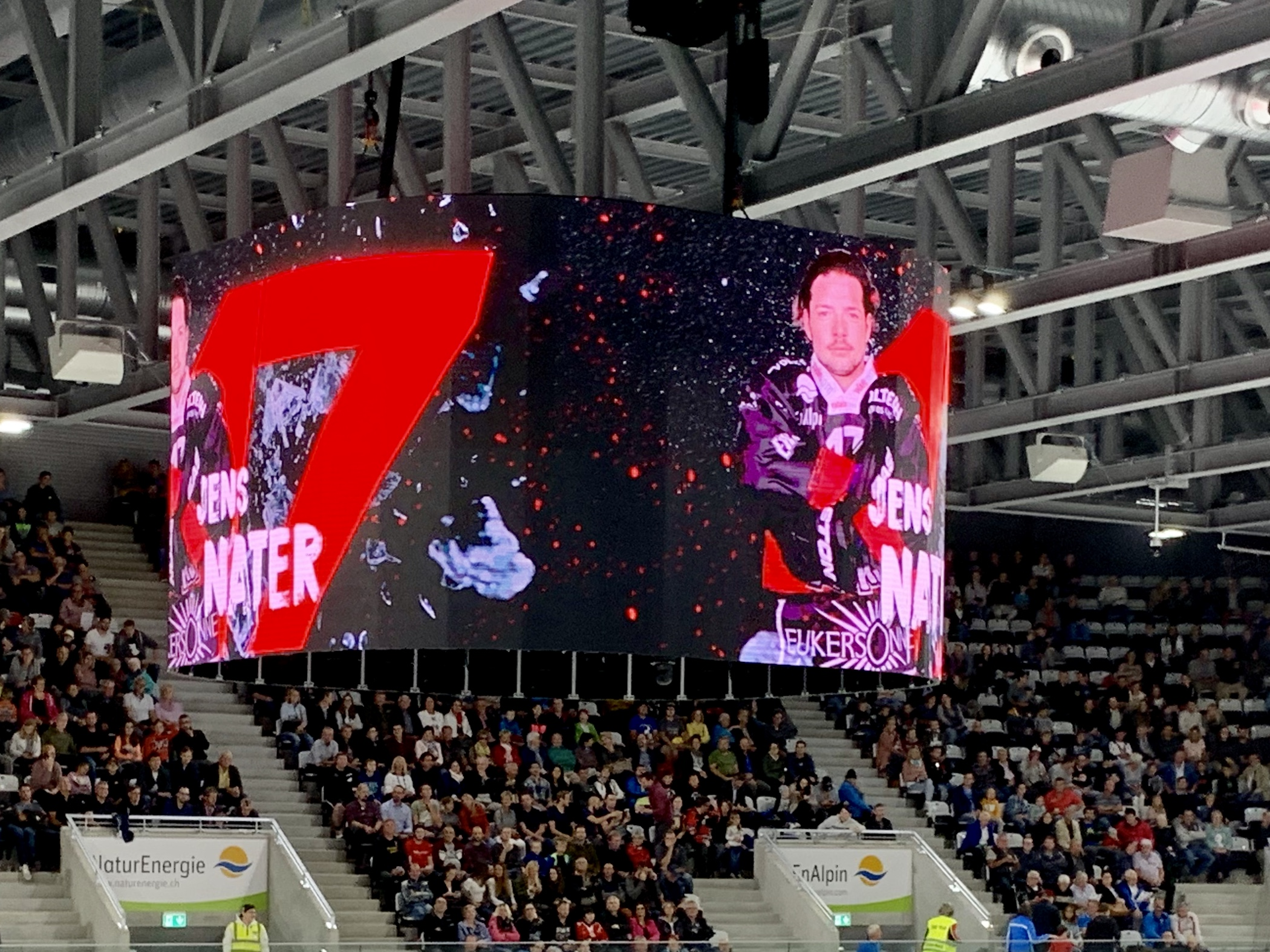
Videowürfel der Lonza Arena